# Cross Creek, Pennsylvania
Cross Creek är en ort i Washington County, Pennsylvania, USA